# Tord Pedersen
Tord Pedersen, född den 11 augusti 1857 i Asker, Akershus amt, död 1926, var en norsk pedagog och historiker, morbror till Jakob Schetelig och Haakon Shetelig.
Pedersen tog 1884 filologisk ämbetsexamen och var från 1910 överlärare vid Drammens högre skola. Han var 1908 initiativtagare till Drammens museum. Pedersen redigerade och utarbetade delvis en omfångsrik jubileumsskrift om Drammen 1811-1911 och Drammen (I, 1912; II, 1921), en lokalhistorisk monografi, samt, jämte professor O.A. Johnsen, en lärobok i nordisk historia för gymnasiet (1909).